# Crenidorsum
Crenidorsum es un género de insectos hemípteros de la familia Aleyrodidae, subfamilia Aleyrodinae. El género fue descrito primero por Russell en 1945. La especie tipo es Crenidorsum tuberculatum.

## Especies
La siguiente es la lista de especies pertenecientes a este género.
- Crenidorsum armatae Russell, 1945
- Crenidorsum aroidephagus Martin & Aguiar in Martin, Aguiar & Baufeld, 2001
- Crenidorsum binkae (Jesudasan & David, 1991)
- Crenidorsum caerulescens (Singh, 1931)
- Crenidorsum celebes Martin, 1988
- Crenidorsum cinnamomi (Jesudasan & David, 1991)
- Crenidorsum coimbatorensis (David & Subramaniam, 1976)
- Crenidorsum commune Russell, 1945
- Crenidorsum debordae Russell, 1945
- Crenidorsum diaphanum Russell, 1945
- Crenidorsum differens Russell, 1945
- Crenidorsum goaensis (Jesudasan & David, 1991)
- Crenidorsum lasangensis Martin, 1985
- Crenidorsum leve Russell, 1945
- Crenidorsum magnisetae Russell, 1945
- Crenidorsum malpighiae Russell, 1945
- Crenidorsum marginale Russell, 1945
- Crenidorsum micheliae (Takahashi, 1932)
- Crenidorsum millennium Martin, 1999
- Crenidorsum morobensis Martin, 1985
- Crenidorsum ornatum Russell, 1945
- Crenidorsum pykarae (Jesudasan & David, 1991)
- Crenidorsum rubiae (P.M.M. David, 2000)
- Crenidorsum russellae P.M.M David & B.V. David, 2000
- Crenidorsum stigmaphylli Russell, 1945
- Crenidorsum tuberculatum Russell, 1945
- Crenidorsum turpiniae (Takahashi, 1932)
- Crenidorsum wendlandiae (Jesudasan & David, 1991)